# 格桑朗杰
格桑朗杰（藏語：སྐལ་བཟང་རྣམ་རྒྱལ་，威利转写：skal bzang rnam rgyal，藏语拼音：Gaisang Namgyai；1933年—），又名郎杰，男，藏族，四川巴塘人，中华人民共和国官员，中国共产党党员。

## 生平
1933年，格桑朗杰生于四川省巴塘县。1950年9月，参加中国人民解放军，并随军进入西藏。1950年10月起，先后在昌都地区人民解放委员会秘书室、贡觉县军事代表处、昌都分工委统战部、昌都地区军管会担任秘书、干事、副秘书长。1965年起，任拉萨市委副书记、市委书记、市长。1979年8月，任西藏自治区政协副主席。1983年起，任西藏自治区人大常委会副主任、党组副书记。